# ديفيد فايسه
ديفيد فايسه (18 مايو 1985 في جنوب أفريقيا - ) (بالإنجليزية: David Wiese)‏ هو لاعب كريكت جنوب أفريقي. شارك مع منتخب جنوب أفريقيا الوطني للكريكت. أما مع النوادي، فقد لعب مع رويال تشالنجرز بنغالور وBarbados Royals ‏ وKarachi Kings ‏ ونادي مقاطعة ساسكس للكركيت ‏ وEasterns (cricket team) ‏ وTitans (cricket team) ‏.

## وصلات خارجية
- ديفيد فايسه على موقع إي آس بي آن كريك إنفو (الإنجليزية)